# 亚培 (巴拿马)
8°06′02″N 77°35′47″W / 8.1006°N 77.5964°W
亚培是巴拿马达连省皮诺加纳区的一个城市，2010年是人口为187。该市2000年时人口为229，1990年时人口为159。